# Továrna Hydroxygen (Hlubočepy)
Továrna Hydroxygen je bývalý průmyslový areál v Praze 5-Hlubočepích v ulici Hlubočepská, u bývalého nádraží Praha-Hlubočepy ve východní části přírodní památky Prokopské údolí. Od roku 1989 je chráněn jako kulturní památka České republiky.

## Historie
Roku 1939 postavil architekt F. A. Libra (1891–1958) východně od Technoplynu továrnu pro výrobu svářecího plynu.
Rizikový a složitý proces začínal ve střední, převýšené části továrny kryté šikmou skleněnou střechou, kde se nacházelo zařízení pro reakci karbidu s vodou. Poté se vzniklý plyn jímal do plynojemu a následovalo jeho sušení a čištění. V přízemní hale osvětlené světlíky pak byl plněn do chlazených tlakových lahví. Lahve se expedovaly z kryté rampy umístěné podél přední části budovy. Místnosti pro administrativu se nalézaly v zadním patrovém traktu se zaobleným nárožím.
Roku 1942 rozšířil architekt Karel Pelíšek továrnu o sklad materiálu.

### Po roce 1948
Roku 1948 zde byla výroba ukončena. Objekty zbavené zařízení chátraly a přechodně je využíval jako sklady sousední Technoplyn. Roku 1982 byl vydán na areál demoliční výměr. Sekce ochrany průmyslového dědictví Národního technického muzea spolu s iniciativou občanů zboření zabránila a továrna Hydroxygen byla zapsána na seznam kulturních památek. Sousední továrna Technoplyn však zbořena byla a na uvolněném místě postaveny vila domy.

### Po roce 1989
V letech 1999–2000 byl areál adaptován na kanceláře podle návrhu architektů Františka Prajera a Karla Hrona.